# Campionato mondiale di hockey su ghiaccio - Terza Divisione 2014
Il Campionato mondiale di hockey su ghiaccio - Terza Divisione 2014 è un torneo di hockey su ghiaccio organizzato dall'International Ice Hockey Federation. Il torneo si disputa fra il 6 e il 12 aprile 2014. Le sei squadre partecipanti sono state riunite in un unico gruppo. Le partite si svolgono a Kockelscheuer, in Lussemburgo, nel Patinoire de Kockelscheuer. La Turchia ha concluso il torneo in prima posizione, garantendosi la partecipazione al Campionato mondiale di hockey su ghiaccio - Seconda Divisione 2015.

## Partecipanti
| Nazionale           | Qualificazione                                                  |
| ------------------- | --------------------------------------------------------------- |
| Bulgaria            | Sesta e retrocessa dalla Seconda Divisione - Gruppo B del 2013. |
| Corea del Nord      | Seconda nella Terza Divisione del 2013.                         |
| Lussemburgo         | Ospitante, terzo nella Terza Divisione del 2013.                |
| Emirati Arabi Uniti | Sesti nella Terza Divisione del 2013.                           |
| Georgia             | Quarta nella Qualificazione alla Terza Divisione del 2013.      |
| Hong Kong           | Prima partecipazione dal mondiale del 1987.                     |

## Incontri
| Kockelscheuer 6 aprile 2014, ore 12:30 UTC+2 | Hong Kong      | 2 – 1 (d.t.s.) (1-1; 0-0; 0-0; 0-0) referto | Emirati Arabi Uniti | Patinoire de Kockelscheuer (100 spett.) |
| \| \| \| \| \| \| Shootout 1 – 0 \| \|       |                |                                             |                     |                                         |
|                                              |                |                                             |                     |                                         |
|                                              | Shootout 1 – 0 |                                             |                     |                                         |

| Kockelscheuer 6 aprile 2014, ore 16:00 UTC+2 | Corea del Nord | 22 – 1 (6-0; 9-0; 7-1) referto | Georgia | Patinoire de Kockelscheuer (100 spett.) |

| Kockelscheuer 6 aprile 2014, ore 19:45 UTC+2 | Lussemburgo | 5 – 8 (2-3; 3-3; 0-2) referto | Bulgaria | Patinoire de Kockelscheuer (800 spett.) |

| Kockelscheuer 7 aprile 2014, ore 12:30 UTC+2 | Georgia | 0 – 12 (0-4; 0-3; 0-5) referto | Hong Kong | Patinoire de Kockelscheuer (100 spett.) |

| Kockelscheuer 7 aprile 2014, ore 16:00 UTC+2 | Bulgaria | 11 – 5 (5-3; 5-1; 1-1) referto | Emirati Arabi Uniti | Patinoire de Kockelscheuer (100 spett.) |

| Kockelscheuer 7 aprile 2014, ore 19:30 UTC+2 | Corea del Nord | 7 – 3 (4-0; 3-0; 0-3) referto | Lussemburgo | Patinoire de Kockelscheuer (850 spett.) |

| Kockelscheuer 9 aprile 2014, ore 12:30 UTC+2 | Bulgaria | 19 – 1 (10-0; 4-1; 5-0) referto | Georgia | Patinoire de Kockelscheuer (100 spett.) |

| Kockelscheuer 9 aprile 2014, ore 16:00 UTC+2 | Corea del Nord | 12 – 2 (3-2; 4-0; 5-0) referto | Hong Kong | Patinoire de Kockelscheuer (100 spett.) |

| Kockelscheuer 9 aprile 2014, ore 19:30 UTC+2 | Lussemburgo | 8 – 1 (4-0; 4-0; 0-1) referto | Emirati Arabi Uniti | Patinoire de Kockelscheuer (850 spett.) |

| Kockelscheuer 11 aprile 2014, ore 12:30 UTC+2 | Emirati Arabi Uniti | 1 – 12 (0-3; 1-4; 0-5) referto | Corea del Nord | Patinoire de Kockelscheuer (100 spett.) |

| Kockelscheuer 11 aprile 2014, ore 16:00 UTC+2 | Hong Kong | 1 – 6 (1-1; 0-3; 0-2) referto | Bulgaria | Patinoire de Kockelscheuer (100 spett.) |

| Kockelscheuer 11 aprile 2014, ore 19:30 UTC+2 | Georgia | 0 – 19 (0-7; 0-6; 0-6) referto | Lussemburgo | Patinoire de Kockelscheuer (850 spett.) |

| Kockelscheuer 12 aprile 2014, ore 12:30 UTC+2 | Bulgaria | 4 – 1 (0-1; 2-0; 2-0) referto | Corea del Nord | Patinoire de Kockelscheuer (500 spett.) |

| Kockelscheuer 12 aprile 2014, ore 16:00 UTC+2 | Emirati Arabi Uniti | 6 – 1 (1-0; 3-1; 2-0) referto | Georgia | Patinoire de Kockelscheuer (500 spett.) |

| Kockelscheuer 12 aprile 2014, ore 19:30 UTC+2 | Lussemburgo | 8 – 0 (5-0; 0-0; 3-0) referto | Hong Kong | Patinoire de Kockelscheuer (900 spett.) |

## Classifica
| Pos. |                     | PG | V | VOT | POT | P | GF | GS | DR  | Pt |
| 1.   | Bulgaria            | 5  | 5 | 0   | 0   | 0 | 48 | 13 | +35 | 15 |
| 2.   | Corea del Nord      | 5  | 4 | 0   | 0   | 1 | 54 | 11 | +43 | 12 |
| 3.   | Lussemburgo         | 5  | 3 | 0   | 0   | 2 | 43 | 16 | +27 | 9  |
| 4.   | Hong Kong           | 5  | 1 | 1   | 0   | 3 | 17 | 27 | -10 | 5  |
| 5.   | Emirati Arabi Uniti | 5  | 1 | 0   | 1   | 3 | 14 | 34 | -20 | 4  |
| 6.   | Georgia             | 5  | 0 | 0   | 0   | 5 | 3  | 78 | -75 | 0  |

## Riconoscimenti individuali
- Miglior portiere: Ho King Chi King -  Hong Kong
- Miglior difensore: Clement Waltener -  Lussemburgo
- Miglior attaccante: Aleksej Jotov -  Bulgaria

## Classifica marcatori
| Giocatore         | PG | G  | A  | Pt | +/- | MP |
| ----------------- | -- | -- | -- | -- | --- | -- |
| Ivan Hodulov      | 5  | 13 | 8  | 21 | +14 | 6  |
| Aleksej Jotov     | 5  | 6  | 15 | 21 | +13 | 6  |
| Kim Hyok-ju       | 5  | 9  | 7  | 16 | +18 | 4  |
| Ben Houdremont    | 5  | 6  | 8  | 14 | +8  | 2  |
| Stanislav Muhačev | 5  | 5  | 8  | 13 | +11 | 6  |
| Ri Chol-min       | 5  | 4  | 9  | 13 | +15 | 4  |
| Marcus Eriksson   | 5  | 7  | 5  | 12 | +12 | 4  |
| Hong Chun-rim     | 5  | 6  | 5  | 11 | +8  | 2  |
| Benny Welter      | 5  | 4  | 7  | 11 | +4  | 2  |
| Ju Sung-hyok      | 5  | 5  | 4  | 9  | +8  | 2  |

Fonte: IIHF.com

## Classifica portieri
| Giocatore           | Min    | TC  | GS | SO | MGS  | Sv%   |
| ------------------- | ------ | --- | -- | -- | ---- | ----- |
| Konstantin Mihaylov | 167:59 | 108 | 7  | 0  | 2.50 | 93.52 |
| Pak Kuk-chol        | 194:43 | 62  | 6  | 0  | 1.85 | 90.32 |
| Michel Welter       | 219:32 | 104 | 11 | 1  | 3.01 | 89.42 |
| Ho King Chi King    | 214:05 | 147 | 16 | 0  | 4.48 | 89.12 |
| Radosvet Petrov     | 120:00 | 36  | 6  | 0  | 3.00 | 83.33 |

Fonte: IIHF.com